# لويس مورينو أوكامبو

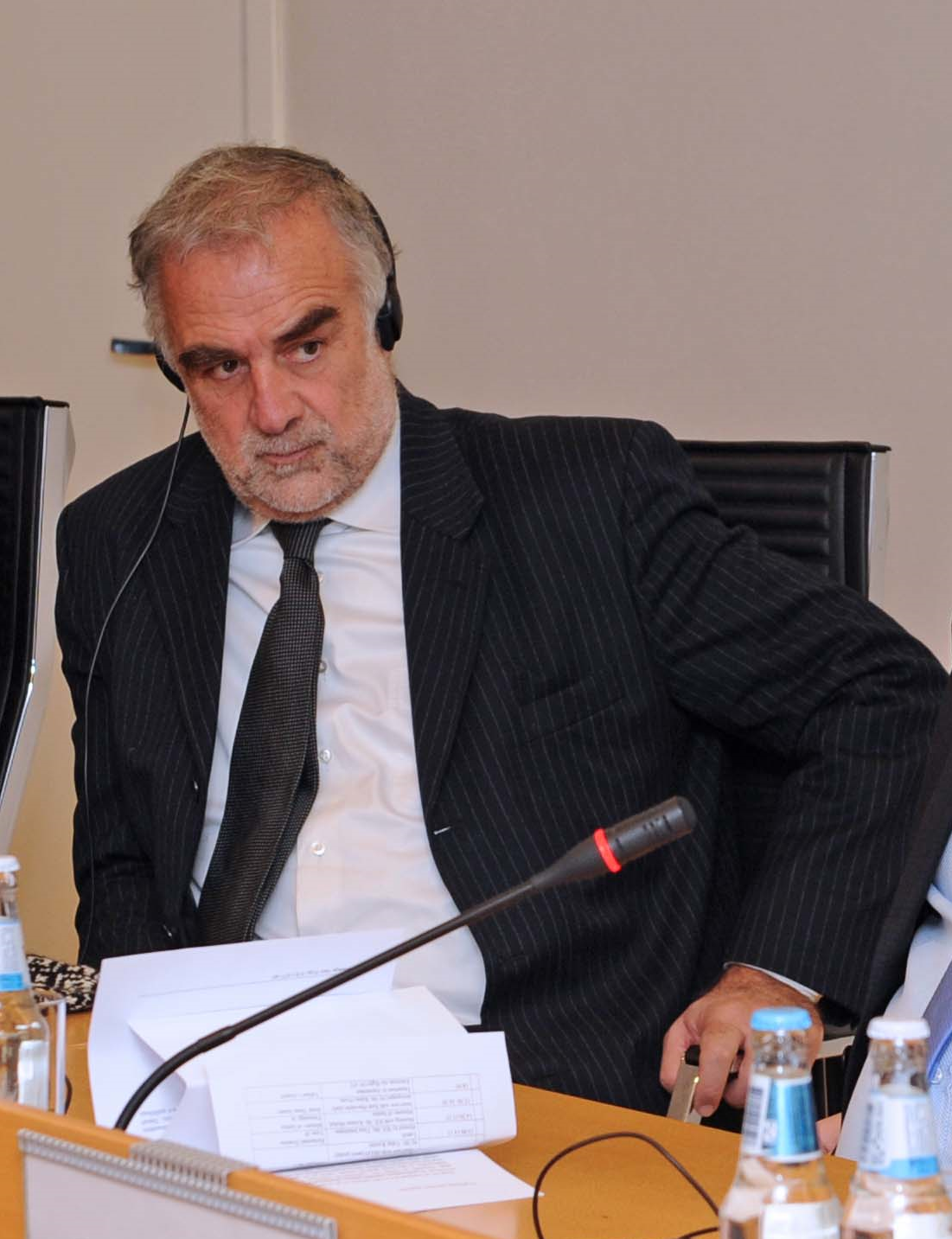

لويس مورينو أوكامبو (بالإسبانية: Luis Moreno Ocampo) (4 يونيو 1952 في بوينس آيرس، الأرجنتين) هو المدعي العام السابق للمحكمة الجنائية الدولية وهو أول مدعي عام للحكمة في عام 2003، وقد كان مسؤولاً عن التحقيق والملاحقة القضائية لمرتكبي جرائم الحرب والجرائم المرتكبة ضد الإنسانية والإبادة الجماعية.
أرجنتيني الجنسية، حصل على سمعة حسنة خلال ملاحقته كبار المسؤولين العسكريين وعلى جهوده في مكافحة الفساد في بلاده.
تخرج في عام 1987 من جامعة بوينس آيرس، كلية القانون، عمل ملازم قضائي من عام 1980 إلى عام 1984 قبل أن يذاع صيته بوصفه مساعد المدعي العام للجنة الوطنية المسؤولة عن اختفاء الأشخاص في الأرجنتين بين العامين 1984-1985 التي قامت بمحاكمة 9 من كبار المسئوليين الأرجنتينيين من ضمنهم ثلاثة رؤساء دولة سابقين وعدد من الدكتاتوريين العسكريين الذين اتهمو بعمليات قتل جماعي.
ترك مورينو أوكامبو في عام 1992 موقعه الرئيسي كمدعي عام للمحكمة الاتحادية الأرجنتينية حيث قام بافتتاح مكتب محاماة متخصص في القانون الجنائي وقانون حقوق الإنسان وفي نفس الوقت عمل أستاذًا مساعدًا في القانون الجنائي في جامعة بوينس آيرس وكان أيضا أستاذ زائر في جامعة هارفارد وجامعة ستانفورد في الولايات المتحدة.

## المؤلفات
لأوكامبو العديد من المؤلفات في هذا المجال أبرزها: "في الدفاع عن النفس.. كيف نحارب الفساد" 1993، "وعندما تفقد القوة المحاكمة، كيف نفسر الديكتاتورية لأطفالنا" 1996، كما نشرت له بعض الدراسات في دوريات متخصصة، أشهرها دراسة نشرت في عام 1999 بدورية "جورنال أوف إنترناشيونال أفيرز تحت عنوان: "ما وراء العقوبة.. العدالة في ظل صحوة الجرائم في الأرجنتين".

## محكمة الجنايات الدولية
انتخب مورينو اوكامبو كمدعي عام لمحكمة الجنايات الدولة بواقع 70 صوت من أصوات الدول الأعضاء، وأدى اليمين في عام 2003.

## اتهامات مورينو أوكامبو ضد الرئيس السوداني
في 14 تموز/يوليو عام 2008 اتهم مورينو أوكامبو الرئيس السوداني عمر البشير بعشر تهم تتعلق بجرائم حرب وإبادة وجرائم ضد الإنسانية. تطعن السودان في الأهلية الأخلاقية لأوكامبو على خلفية اتهام سابق له بالتحرش الجنسي حيث اتهم بأخذ مفاتيح سيارة تخص صحفية جنوب أفريقية واشترط ممارسة الجنس معها كي تستعيدها، وهذا ما نفاه أوكامبو بشدة.
في 4 مارس 2009 وافقت المحكمة الجنائية الدولية على طلب المدعي العام أوكامبو إصدار مذكرة اعتقال لعمر البشير بتهمة تصفية مدنيين وتهجير قسري وتعذيب واغتصاب. يذكر أن أوكامبو دعا مجلس الأمن إلى الإسراع في تنفيذ أمر القبض.
أثارت هذه المذكرة ردود فعل متباينة تجاه المحكمة والمدعي العام في الأوساط العربية والأفريقية والعالمية. يطعن الكثيرون في عدالة أوكامبو بسبب تواطؤه مع جرائم إسرائيل ضد الإنسانية وانحيازه للأجندة الأمريكية التي تسعى لخلق التوتر في المناطق التي يتزعمها من لهم توجهات مناهضة للمشاريع الغربية حيث يصفونها بالمشاريع الاستعمارية.

## مواضيع ذات صلة
- المحكمة الجنائية الدولية.
- جرائم الحرب.
- جرائم ضد الإنسانية.
- الإبادة الجماعية.
- قائمة مجرمي الحرب.

## روابط خارجية
- لويس مورينو أوكامبو على موقع IMDb (الإنجليزية)
- لويس مورينو أوكامبو على موقع مونزينجر (الألمانية)
- لويس مورينو أوكامبو على موقع قاعدة بيانات الفيلم (الإنجليزية)